# Al-Bayda (provins)
al-Bayda (arabiska: البيضاء) är en provins i centrala Jemen. Den administrativa huvudorten är al-Bayda.
Provinsen har 577 369 invånare och en yta på 9 270 km².

## Distrikt
- al-A'rsh
- al-Bayda
- al-Bayda City
- Dhi Na'im
- al-Malagim
- Maswarah
- Mukayras
- Na'man
- Nati'
- al-Quraishyah
- Rada'
- Radman al-Awad
- ar-Ryashyyah
- Sabah
- as-Sawadiyah
- as-Sawma'ah
- ash-Sharyah
- at-Taffah
- Wald Rabi'
- az-Zahir